# Coenostolopsis apicalis
Coenostolopsis apicalis är en fjärilsart som beskrevs av Lederer 1863. Coenostolopsis apicalis ingår i släktet Coenostolopsis och familjen Crambidae. Inga underarter finns listade i Catalogue of Life.